# Roland Wetzig
Roland Wetzig, né le 24 juillet 1959 à Oschatz, est un bobeur est-allemand notamment champion olympique de bob à quatre en 1984.

## Carrière
Aux Jeux olympiques d'hiver de 1980, organisés à Lake Placid, Roland Wetzig est médaillé de bronze en bob à quatre avec le pilote Horst Schönau ainsi que Detlef Richter et Andreas Kirchner. Aux Jeux d'hiver de 1984, à Sarajevo en Yougoslavie, il sacré champion olympique de bob à quatre avec le pilote Wolfgang Hoppe, Dietmar Schauerhammer et Andreas Kirchner. Il gagne également deux médailles en bob à quatre aux championnats du monde : l'argent en 1982 et en 1987 à Saint-Moritz (Suisse).

## Palmarès

### Jeux Olympiques
- : médaillé d'or en bob à 4 aux JO 1984.
- : médaillé de bronze en bob à 4 aux JO 1980.

### Championnats monde
- : médaillé d'argent en bob à 4 aux championnats monde de 1982 et 1987.